# Season Finale 500
De NASCAR Cup Series Championship Race is een race uit de NASCAR Cup Series. De wedstrijd wordt gereden op de Phoenix International Raceway over een afstand van 312 mijl of 502 km. De eerste editie werd gehouden in 1988 en gewonnen door Alan Kulwicki. De race is een van de tien races uit de Chase for the Championship. Op hetzelfde circuit wordt in het voorjaar de Subway Fresh Fit 500 gereden.

## Namen van de race
- Checker 500 (1988)
- Autoworks 500 (1989)
- Checker 500 (1990)
- Pyroil 500 (1991)
- Pyroil 500K (1992)
- Slick 50 500 (1993 - 1994)
- Dura Lube 500 (1995 - 1997)
- Dura Lube / Kmart 500 (1998)
- Checker Auto Parts / Dura Lube 500 (1999)
- Checker Auto Parts / Dura Lube 500K (2000)
- Checker Auto Parts 500 (2001 - 2007)
- Checker O'Reilly Auto Parts 500 (2008 - 2009)
- Kobalt Tools 500 (2010 - 2011)
- AdvoCare 500 (2012 - heden)

De race werd in 2010 herdoopt tot Kobalt Tools 500 en werd daarmee na een race gehouden op de Atlanta Motor Speedway eerder dat jaar, de tweede race die dezelfde naam droeg. In 2012 werd de naam veranderd in AdvoCare 500 en in dat jaar werd er een race gehouden met dezelfde naam, eveneens op de Atlanta Motor Speedway.

## Winnaars
| Jaar                                | Winnaar            | Auto        |
| Checker 500                         | Checker 500        | Checker 500 |
| ----------------------------------- | ------------------ | ----------- |
| 1988                                | Alan Kulwicki      | Ford        |
| Autoworks 500                       |                    |             |
| 1989                                | Bill Elliott       | Ford        |
| Checker 500                         |                    |             |
| 1990                                | Dale Earnhardt     | Chevrolet   |
| Pyroil 500                          |                    |             |
| 1991                                | Davey Allison      | Ford        |
| Pyroil 500K                         |                    |             |
| 1992                                | Davey Allison      | Ford        |
| Slick 50 500                        |                    |             |
| 1993                                | Mark Martin        | Ford        |
| 1994                                | Terry Labonte      | Chevrolet   |
| Dura Lube 500                       |                    |             |
| 1995                                | Ricky Rudd         | Ford        |
| 1996                                | Bobby Hamilton     | Pontiac     |
| 1997                                | Dale Jarrett       | Ford        |
| Dura Lube / Kmart 500               |                    |             |
| 1998                                | Rusty Wallace      | Ford        |
| Checker Auto Parts / Dura Lube 500  |                    |             |
| 1999                                | Tony Stewart       | Pontiac     |
| Checker Auto Parts / Dura Lube 500K |                    |             |
| 2000                                | Jeff Burton        | Ford        |
| Checker Auto Parts 500              |                    |             |
| 2001                                | Jeff Burton        | Ford        |
| 2002                                | Matt Kenseth       | Ford        |
| 2003                                | Dale Earnhardt jr. | Chevrolet   |
| 2004                                | Dale Earnhardt jr. | Chevrolet   |
| 2005                                | Kyle Busch         | Chevrolet   |
| 2006                                | Kevin Harvick      | Chevrolet   |
| 2007                                | Jimmie Johnson     | Chevrolet   |
| Checker O'Reilly Auto Parts 500     |                    |             |
| 2008                                | Jimmie Johnson     | Chevrolet   |
| 2009                                | Jimmie Johnson     | Chevrolet   |
| Kobalt Tools 500                    |                    |             |
| 2010                                | Carl Edwards       | Ford        |
| 2011                                | Kasey Kahne        | Toyota      |
| AdvoCare 500                        |                    |             |
| 2012                                | Kevin Harvick      | Chevrolet   |
| 2013                                | Kevin Harvick      | Chevrolet   |

Huidige races:
Can-Am Duel ·
Daytona 500 ·
Subway Fresh Fit 500 ·
Kobalt Tools 400 ·
Food City 500 ·
Auto Club 400 ·
STP Gas Booster 500 ·
NRA 500 ·
Aaron's 499 ·
Toyota Owners 400 ·
Bojangles' Southern 500 ·
FedEx 400 ·
Coca-Cola 600 ·
STP 400 ·
Pocono 400 ·
Quicken Loans 400 ·
Toyota/Save Mart 350 ·
Coke Zero 400 ·
Quaker State 400 ·
Camping World RV Sales 301 ·
Brickyard 400 ·
Gobowling.com 400 ·
Cheez-It 355 at The Glen ·
Pure Michigan 400 ·
Irwin Tools Night Race ·
AdvoCare 500 (Atlanta Motor Speedway) ·
Federated Auto Parts 400 ·
Geico 400 ·
Sylvania 300 ·
AAA 400 ·
Hollywood Casino 400 ·
Bank of America 500 ·
Camping World RV Sales 500 ·
Goody's Headache Relief Shot 500 ·
AAA Texas 500 ·
AdvoCare 500 (Phoenix International Raceway) ·
Ford EcoBoost 400

Voormalige races:

Buddy Shuman 276 ·
Budweiser 400 ·
Budweiser NASCAR 400 ·
Columbia 200 ·
Coors 420 ·
First Union 400 ·
Greenville 200 ·
Hickory 276 ·
Kobalt Tools 500 (Atlanta Motor Speedway) ·
Los Angeles Times 500 ·
Mountain Dew Southern 500 ·
Northern 300 ·
Pepsi 420 ·
Pepsi Max 400 ·
Pickens 200 ·
Pop Secret Microwave Popcorn 400 ·
Sandlapper 200 ·
Subway 400 ·
Tyson Holly Farms 400 ·
Winston Western 500